# Liste der Stolpersteine in Schwäbisch Gmünd
In der Liste der Stolpersteine in Schwäbisch Gmünd werden die vorhandenen Gedenksteine aufgeführt, die im Rahmen des Projektes Stolpersteine des Künstlers Gunter Demnig in Schwäbisch Gmünd bisher verlegt worden sind.
Die ersten drei Steine wurden 2008 auf Initiative einer 8. Schulklasse der Realschule „Franz von Assisi“ in Waldstetten und ihres Lehrers verlegt.

## Verlegte Stolpersteine
In Schwäbisch Gmünd wurden 18 Stolpersteine an zwölf Adressen verlegt.
Die Tabelle ist teilweise sortierbar; die Grundsortierung erfolgt alphabetisch nach dem Familiennamen des Opfers.
| Stolperstein                                         | Inschrift | Standort                     | Name, Leben                                                                |
| ---------------------------------------------------- | --- | ---------------------------- | -------------------------------------------------------------------------- |
| Stolperstein Schwäbisch Gmünd Arthur Fuchs           | HIER WOHNTE ARTHUR FUCHS JG. 1888 EINGEWIESEN 7.4.1940 'HEILANSTALT' HEGGBACH 1942 'HEILANSTALT' BENDORF-SAYN ABTRANSPORTIERT 15.6.1942 ? | Marktplatz 26 · ()           | Arthur Fuchs geboren am 18. April 1888 in Gmünd, Württemberg               |
| Stolperstein Schwäbisch Gmünd Ella Bertha Fuchs      | HIER WOHNTE ELLA BERTHA FUCHS JG. 1881 DEPORTIERT 26.4.1942 IZBICA SCHICKSAL UNBEKANNT                                                    | Marktplatz 26 · ()           | Ella Bertha Fuchs geboren am 20. Mai 1881 in Stuttgart, Württemberg        |
|                                                      | HIER WOHNTE OTTO GATTER JG. 1902 EINGEWIESEN 1931 HEILANSTALT MARIABERG ERMORDET 17.12.1940 GRAFENECK AKTION T4                           | Mutlanger Straße 28 · ()     | Otto Gatter geboren 1902 in Schwäbisch Gmünd                               |
| Stolperstein Schwäbisch Gmünd Fanny Heimann          | HIER WOHNTE FANNY HEIMANN JG. 1870 DEPORTIERT 1942 THERESIENSTADT TOT 11.9.1942                                                           | Uferstraße 48 · ()           | Fanny Heimann geboren am 20. Juni 1870 in Gmünd, Württemberg               |
| Stolperstein Schwäbisch Gmünd Hermann Heimann        | HIER WOHNTE HERMANN HEIMANN JG. 1880 DEPORTIERT 1942 IZBICA ?                                                                             | Uferstraße 48 · ()           | Hermann Heimann geboren am 10. März 1880 in Gmünd, Württemberg             |
| Stolperstein Schwäbisch Gmünd Sofie Heimann          | HIER WOHNTE SOFIE HEIMANN GEB. GUTMANN JG. 1877 HEIMATORT UNFREIWILLIG VERLASSEN 1938 TALHEIM SCHICKSAL UNBEKANNT                         | Marktplatz 29 · ()           | Sofie Heimann                                                              |
| Stolperstein Schwäbisch Gmünd Abraham Kahn           | HIER WOHNTE ABRAHAM KAHN JG. 1869 EINGEWIESEN 1942 ZWANGSALTERSHEIM DELLMENSINGEN TOT 27.3.1942                                           | Ledergasse 12 · ()           | Abraham Kahn                                                               |
| Stolperstein Schwäbisch Gmünd Leopold Kahn           | HIER WOHNTE LEOPOLD KAHN JG. 1898 DEPORTIERT 1941 RIGA ?                                                                                  | Ledergasse 12 · ()           | Leopold Kahn geboren am 20. August 1898 in Gmünd, Württemberg              |
| Stolperstein Schwäbisch Gmünd Selma Kahn             | HIER WOHNTE SELMA KAHN JG. 1873 DEPORTIERT 1942 MALI TROSTINEC ?                                                                          | Ledergasse 12 · ()           | Selma Kahn geboren am 7. Juni 1873 in Horkäheim                            |
| Stolperstein Schwäbisch Gmünd Heinz Lemberger        | HIER WOHNTE HEINZ LEMBERGER JG. 1926 DEPORTIERT 1942 ERMORDET IN AUSCHWITZ                                                                | Moltkestraße 27 · ()         | Heinz Lemberger geboren am 19. August 1926 in Gmünd, Württemberg           |
| Stolperstein Schwäbisch Gmünd Kurt Max Lemberger     | HIER WOHNTE KURT MAX LEMBERGER JG. 1924 DEPORTIERT 1942 ERMORDET IN AUSCHWITZ                                                             | Moltkestraße 27 · ()         | Kurt Max Lemberger geboren am 3. Juni 1924 in Gmünd, Württemberg           |
| Stolperstein Schwäbisch Gmünd Sophie Mayer           | HIER WOHNTE SOPHIE MAYER JG. 1862 DEPORTIERT 1942 THERESIENSTADT TOT 11.9.1942                                                            | Mörikestraße 12 · ()         | Sophie Mayer                                                               |
| Stolperstein Schwäbisch Gmünd Emma Mendel            | HIER WOHNTE EMMA MENDEL JG. 1878 DEPORTIERT 1941 RIGA-JUNGDERNHOF ERMORDET                                                                | Nikolausgasse 7 · ()         | Emma Mendel geboren am 19. September 1878 in Nieder-Wiesen                 |
| Stolperstein Schwäbisch Gmünd Laura Mendel           | HIER WOHNTE LAURA MENDEL JG. 1882 DEPORTIERT 1941 RIGA-JUNGDERNHOF ERMORDET                                                               | Katharinenstraße 11 · ()     | Laura Mendel geboren am 3. April 1882 in Nieder-Wiesen                     |
| Stolperstein Schwäbisch Gmünd Moses Max Neumaier     | HIER WOHNTE MOSES MAX NEUMAIER JG. 1864 DEPORTIERT 1942 THERESIENSTADT TOT 30.1.1944                                                      | Sebaldstraße 10 · ()         | Moses Max Neumaier geboren am 19. September 1864 in Lauchheim, Württemberg |
| Stolperstein Schwäbisch Gmünd Regina Rosina Neumaier | HIER WOHNTE REGINA ROSINA NEUMAIER JG. 1871 DEPORTIERT 1942 THERESIENSTADT TOT 7.9.1942                                                   | Sebaldstraße 10 · ()         | Regina Rosina Neumaier geboren am 25. Mai 1871 in Buchau, Württemberg      |
| Stolperstein Schwäbisch Gmünd Karl Rothschild        | HIER WOHNTE KARL ROTHSCHILD JG. 1881 DEPORTIERT 1942 THERESIENSTADT TOT 3.6.1944                                                          | Vordere Schmiedgasse 18 · () | Karl Rothschild geboren am 15. Juni 1881 in Buttenhausen, Württemberg      |
| Stolperstein Schwäbisch Gmünd Louis Philip Wallach   | HIER WOHNTE LOUIS PHILIP WALLACH JG. 1863 DEPORTIERT 22.6.1942 THERESIENSTADT TOT 4.9.1942                                                | Alléstraße 4 · ()            | Louis Philip Wallach geboren am 27. Dezember 1863 in Frankfurt a. Main     |

## Verlegedaten
- 2008: Alléstraße 4, Marktplatz 26
- 13. April 2012: Marktplatz 29, Ledergasse 12, Uferstraße 48
- 12. November 2012: Katharinenstraße 11, Moltkestraße 27, Mörikestraße 12, Nikolausgasse 7, Sebaldstraße 10, Vordere Schmiedgasse 18
- 26. Mai 2025: Mutlanger Straße 28